# Julian Shore
Julian Shore (* 1. Juni 1987) ist ein US-amerikanischer Jazzmusiker (Piano, Komposition) des Modern Jazz.

## Leben und Wirken
Shore, der aus Narragansett, Rhode Island, stammt, wuchs in einer musikalischen Familie auf; sein Vater ist Amateurpianist. Nach Klavierstunden in seiner Kindheit hatte er als Jugendlicher Unterricht bei Hal Crook. Nach Erhalt eines Stipendiums studierte er ab 2005 am Berklee College of Music. Während dieser Zeit, mit Danilo Perez als Mentor, trat er mit jungen Musikern in einem Ensemble auf dem Panama Jazz Festival auf, hatte ferner Unterricht bei Wayne Shorter und Brian Blade. Nach Studienabschluss 2009 zog er nach New York City und arbeitete zunächst mit der Sängerin Gretchen Parlato, mit der er 2010 tourte und auf dem Stockholm Jazz Festival gastierte.
Seitdem spielte er mit Musikern wie Ferenc Németh, Kurt Rosenwinkel, Gilad Hekselman, Chris Cheek, Kendrick Scott und Mark Giuliana. Gegenwärtig (2019) gehört er auch dem Quintett von Noah Preminger und dem von Caroline Davis an. Um 2012 nahm Shore sein Debütalbum Filaments (Tone Rogue Records) auf, an dem Billy Buss, Godwin Louis, Noah Preminger, Andrew Hadro, Kurt Rosenwinkel, Jeff Miles, Kurt Ozan, Phil Donkin und Tommy Crane sowie die Vokalistinnen Alexa Barchini und Shelly Tzarafi mitwirkten. Im Bereich des Jazz war er nach Tom Lord zwischen 2010 und 2017 an acht Aufnahmesessions beteiligt, u. a. mit Michael Feinberg, Caroline Davis und Gil Spitzer. Zu hören ist er auch auf Caroline Davis’ Portals, Volume 1: Mourning (2021).

## Diskographische Hinweise
- Which Way Now? (2016), mit Michael Thomas, Noah Preminger, Louis Godwin, Dayna Stephens, Gilad Hekselman, Kurt Ozan, Aidan Carroll, Jorge Roeder, Colin Stranahan, sowie Samuel Torres, Michael Mayo, Alexa Barchini
- Rogerio Boccato / Andrew Hadro / Julian Shore: For Us the Living, Vol. 2: Marcescence (2016)
- Where We Started (2020), mit Dayna Stephens, Oded Tzur, Edward Perez, Colin Stranahan sowie Ben Monder
- Trio (2023), mit Martin Nevin, Allan Mednard
- Sub Rosa (2025), mit Martin Nevin, Allan Mednard